# Combretum farinosum
Combretum farinosum es una especie de árbol del género Combretum originario de América. 

## Descripción
Son arbustos pequeños o bejucos altos; escamas peltadas grises frecuentes a abundantes en el envés de las hojas e inflorescencias, esparcidas a frecuentes en la haz. Hojas angosta a ampliamente elípticas, 5.5–16 cm de largo y 3.5–10 cm de ancho, ápice redondeado a agudo o cortamente acuminado, base redondeada a cuneada, glabras o casi glabras cuando maduras; pecíolo 10–20 mm de largo. Inflorescencia una espiga lateral o un racimo de espigas terminales, espigas formando un "cepillo de botella, 6–22 cm de largo incluyendo el pedúnculo, raquis, hipanto y cáliz glabros pero densamente gris-lepidotos; flores 9–12 mm de largo incluyendo el pedicelo, el ovario y el cáliz; hipanto superior cupuliforme; pétalos 4, angostamente elípticos o a veces elípticos, más cortos que las puntas de los sépalos, glabros, rojos; estambres exertos 10–20 mm, filamentos rojos. Frutos 15–22 mm de largo y 12–18 mm de ancho, 5-alados, sin manchas rojas.

## Distribución y hábitat
Originaria de México a Costa Rica. Habita en climas cálido, semicálido y templado entre los 100 y los l000 metros, asociada a bosques tropicales caducifolio y subcaducifolio, bosque mesófilo de montaña, bosque espinoso, bosques de encino y de pino.

## Propiedades
Diversas partes de la planta tienen aplicación medicinal. Contra la tos se emplea toda la planta preparada en cocción y tomada como agua de uso. En afecciones renales, pulmonares y en males del corazón, se usan las hojas hervidas y administradas por vía oral. En el tratamiento de la diabetes se chupa la savia del tallo directamente; o bien, en infecciones de los ojos (mal de los ojos), se aplica la savia de forma tópica (Michoacán).
Historia
Maximino Martínez, en el siglo XX reporta el uso siguiente: disuelve las nubes de los ojos.

## Taxonomía
Combretum farinosum fue descrita por Carl Sigismund Kunth y publicado en Nova Genera et Species Plantarum (folio ed.) 6: 87. 1823.
Sinonimia
- Combretum polystachyum Pittier
- Grislea secunda L.[3][4]

## Nombre común
- Bejuco de carape. carape, escobetillo, guam viejo, peineta, peinetillo.[2]
- Indiecito de Caracas[5]